# Goldenes Wunder von Westfalen

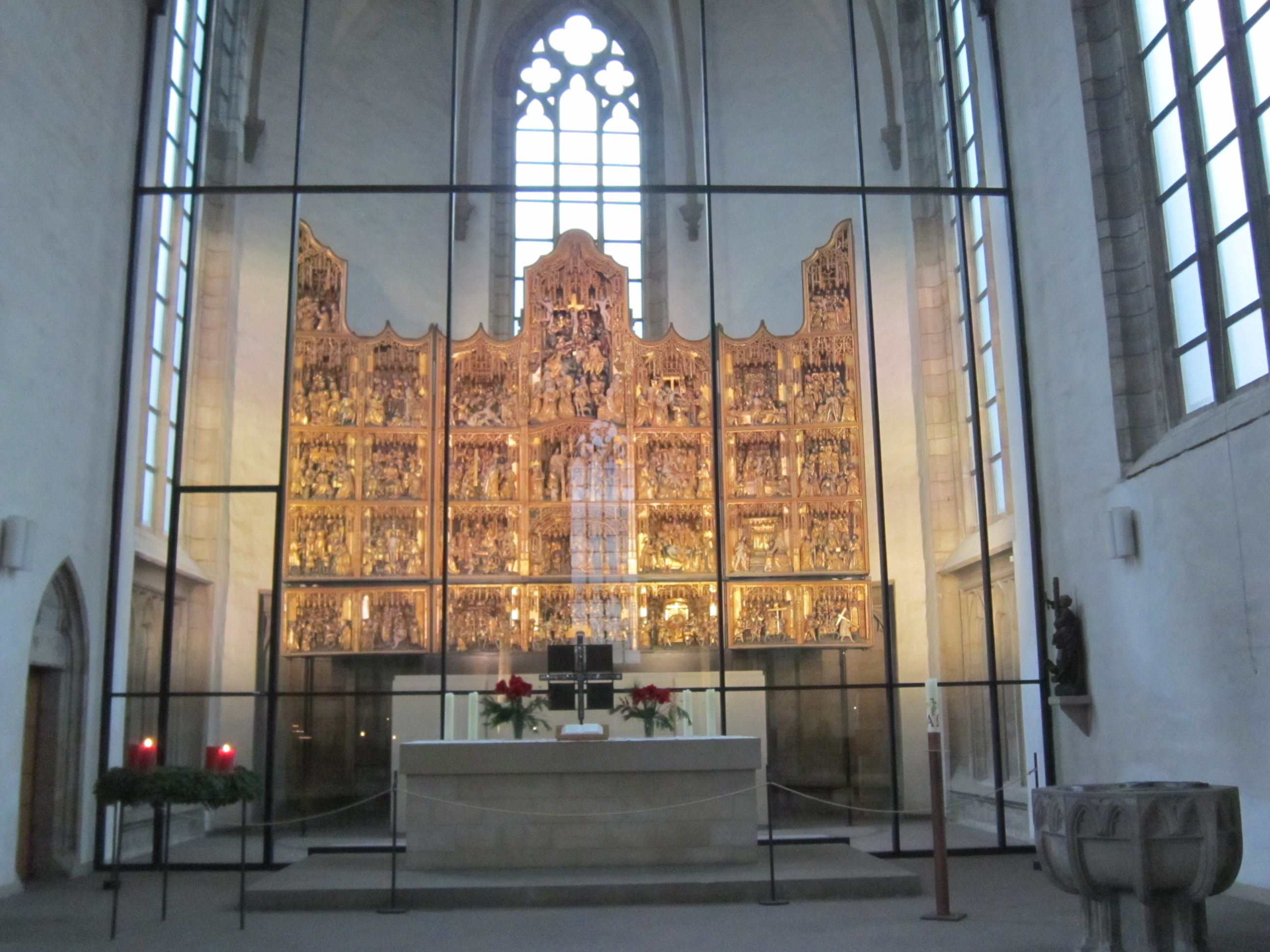
Antwerpener Retabel in der Petrikirche Dortmund

Das Goldene Wunder von Westfalen ist ein Antwerpener Retabel aus dem Jahre 1521 in der Petrikirche in Dortmund.
Mit 5,65 Meter Höhe und 7,40 Meter Breite bei geöffneten Flügeltüren gilt der Dortmunder Schnitzaltar als der größte erhaltene Antwerpener Altar. Das Retabel ist mit zwei Paaren Flügeln ausgestattet, deren Inneres auf der Innenseite zudem plastisch geschnitzt ist.

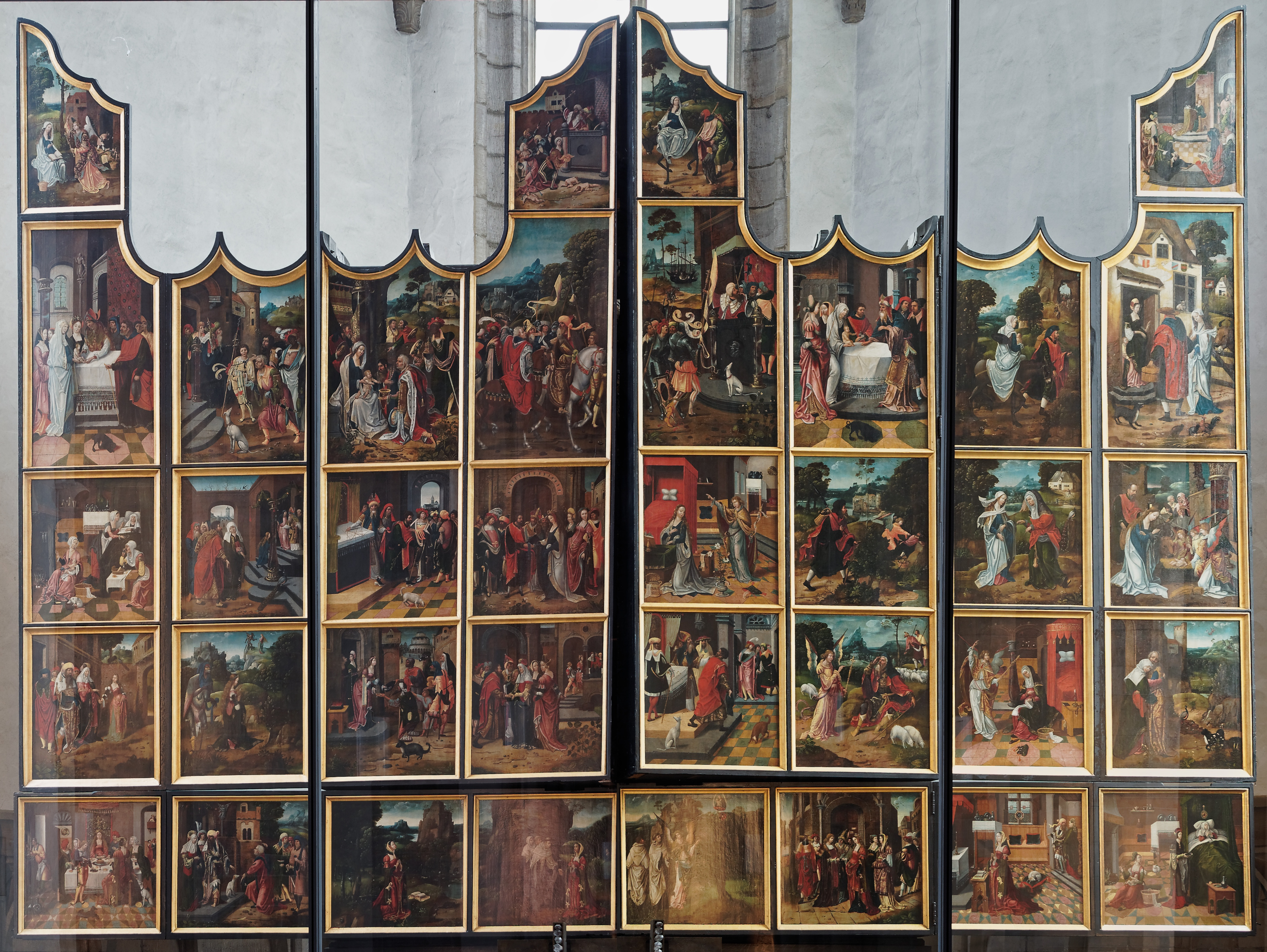
Die Bildseite

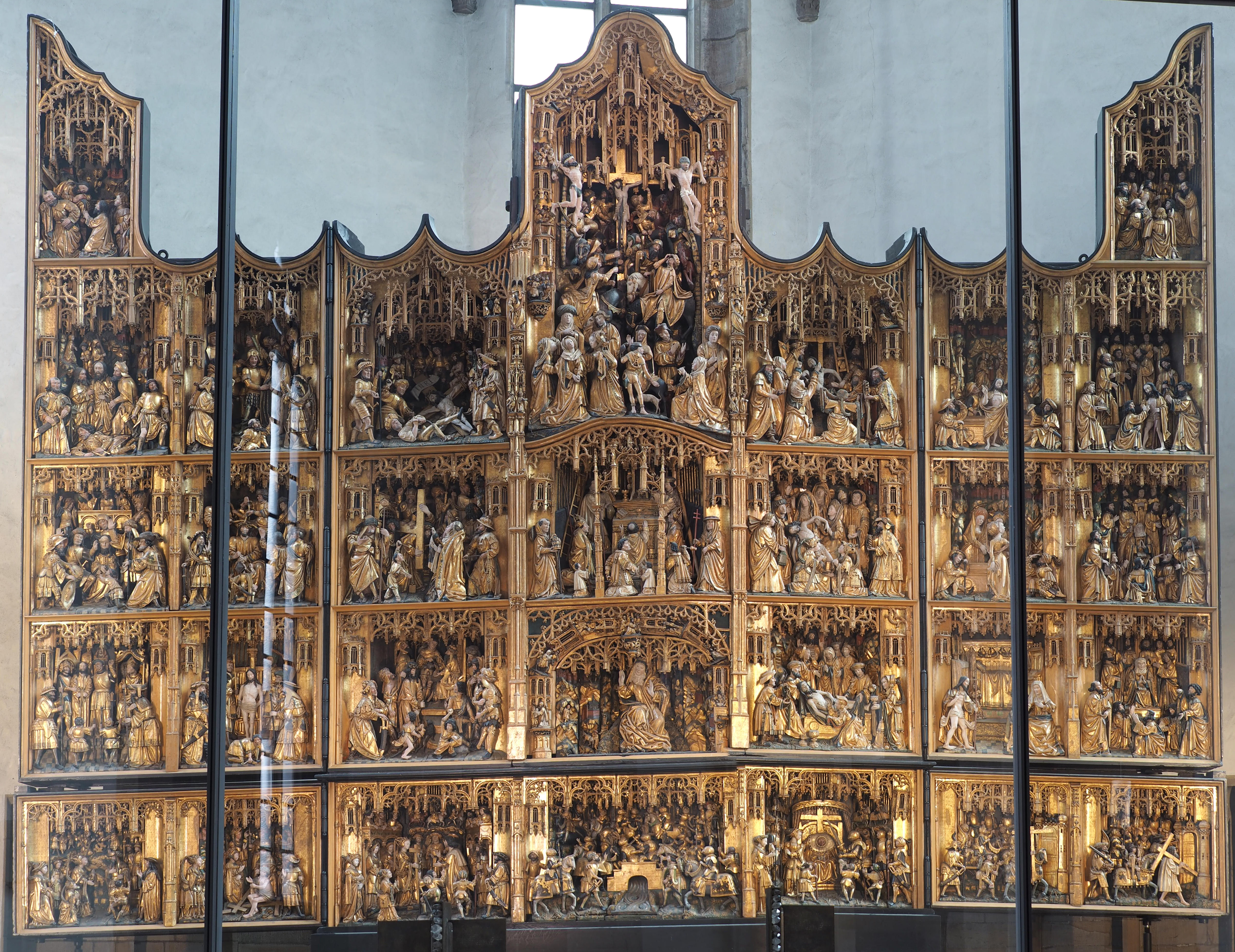
Zusammengesetzte Ansicht …

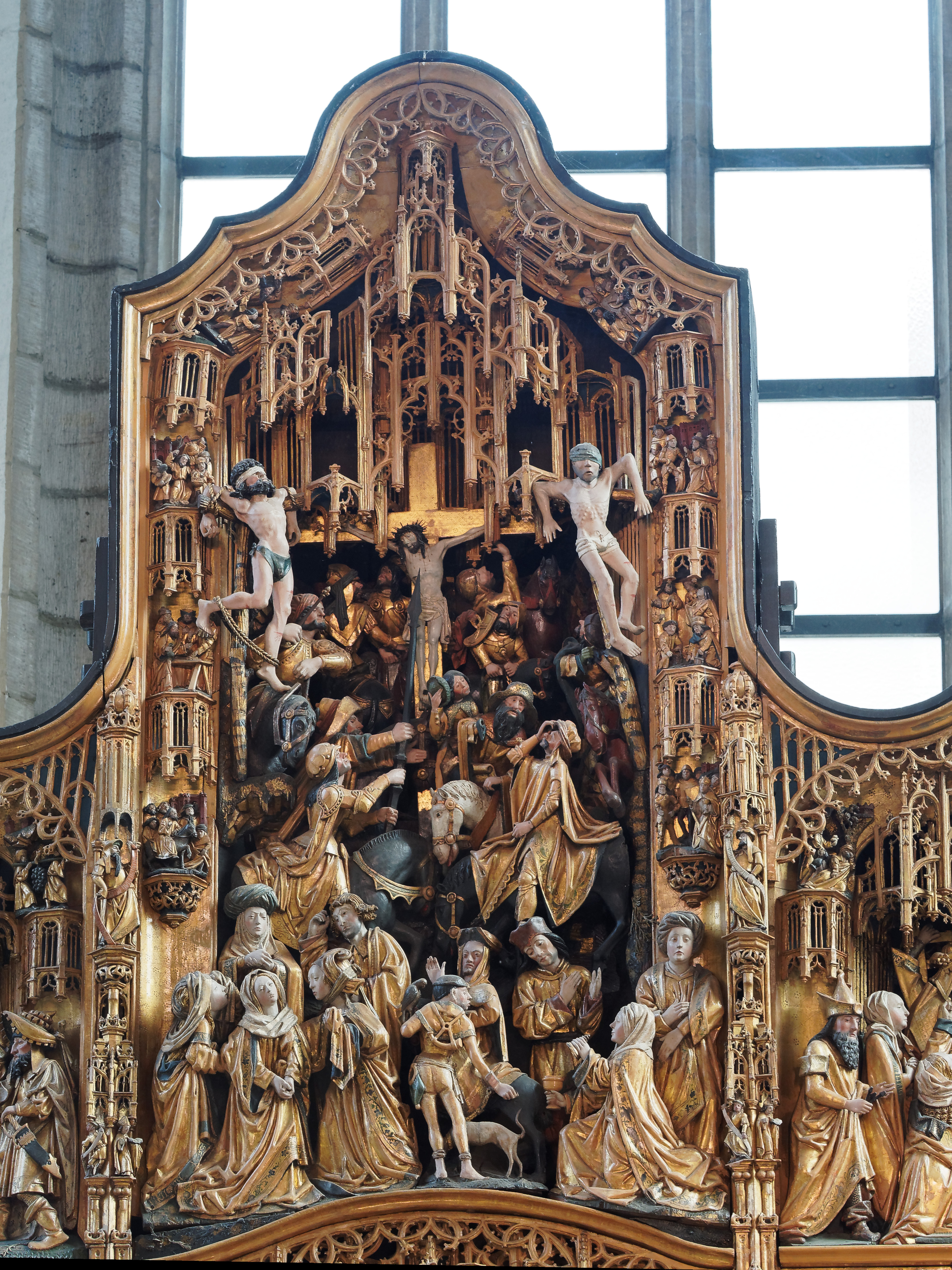
… Detail

Der Flügelaltar wird im Laufe des Kirchenjahres unterschiedlich geöffnet und zeigt dann zur Frontseite eine unterschiedliche Darstellung. Während der Karwoche präsentiert sich das Retabel in geschlossenem Zustand, auf der Frontseite zeigen sich in diesem Zustand 18 Tafelbilder. Von Pfingsten bis Erntedank wird das äußere Paar der Flügeltüren des Retabels geöffnet. Auf den 36 Tafelbildern ist nun ein Zyklus der Familien- und Kindheitsgeschichte Jesu zu sehen. Nach der 2. Öffnung präsentiert sich das Retabel in voller Pracht. Von Erntedank bis zur Karwoche und von Ostern bis Pfingsten ist der eigentliche vergoldete Schnitzaltar mit 36 Gefachen und insgesamt 633 vergoldeten Figuren darin zu sehen. Dargestellt ist hier die ausführliche Passionsgeschichte Jesu mit der Kreuzigung im Mittelpunkt. Darunter findet sich auch eine der frühesten Darstellungen eines Kindes auf dem Steckenpferd.
Der Altar wurde ursprünglich von den Dortmunder Franziskanern bei Jan Gillisz Wrage in Antwerpen für ihre Klosterkirche in Auftrag gegeben. Nach der Aufhebung des Klosters im Zuge der Säkularisation kaufte die Petrigemeinde das Goldene Wunder von Westfalen und brachte es kurz vor dem Abbruch der Klosterkirche im Jahre 1809 in ihre Kirche. Im Zweiten Weltkrieg wurde der Altar ausgelagert und kam 1954 wieder nach Dortmund. Hier wurde er zunächst in einer Notkirche untergebracht, da aufgrund kriegsbedingter Schäden die Petrikirche nicht zur Verfügung stand. Ab Anfang der 1960er Jahre wurde der Altar in der Petrikirche restauriert und 1985 wieder aufgestellt.